# 하이퍼 스포츠
하이퍼 스포츠(Hyper Sports, 일본어: ハイパーオリンピック'84, Hyper Olympic '84)는 코나미가 1984년 아케이드 게임 용으로 출시한 올림픽 스포츠 게임이다. 1983년 발매된 트랙 앤드 필드의 후속작이며 7개의 새로운 올림픽 이벤트들이 존재한다. 전작처럼 하이퍼 스포츠는 2개의 런 버튼과 1개의 액션 버튼이 각 플레이어에게 부여된다. 일본판의 경우 1984년 하계 올림픽의 공식 라이선스를 받았다.